# Love You To
Love You To ist ein Lied der britischen Band The Beatles aus dem Jahr 1966. Es erschien auf dem Album Revolver. Geschrieben wurde es von George Harrison.

## Hintergrund
George Harrison sagte in seiner Autobiografie: “Love You To was one of the first tunes I wrote for sitar. […] this was the first song where I consciously tried to use the sitar and tabla on the basic track […] ” („Love You To war eines der ersten Stücke, die ich für Sitar schrieb. […] dies war der erste Song, wo ich bewusst versuchte, die Sitar und Tabla auf der Grundspur zu verwenden […] “) Später ergänzte er: „Ich schrieb Love You To auf der Sitar, weil es so schön klang und ich mich immer mehr dafür interessierte. Ich wollte eine Melodie speziell für die Sitar schreiben. Das Stück hatte auch einen Tablateil; es war das erste Mal, dass wir Tablas einsetzten.“

## Komposition
Das Lied steht im 4⁄4-Takt, ist in C notiert und hat eine Länge von 2:58 Minuten. Das Tempo wird mit Moderato bzw. Rubato und Giusto angegeben. „Die Melodie, die auf den oberen fünf Noten der dorischen c-Moll-Leiter basiert, ist dröge und monoton, ganz wie es Harrisons melancholischer Ader entspricht.“ Trotz Verwendung von Sitar und Tabla wird Love You To nicht zu hundert Prozent zur indischen Musik gezählt.

## Text
Der Text beginnt mit “Each day just goes so fast / I turn around, it’s past” („Jeder Tag vergeht einfach so schnell, ich drehe mich um, schon ist er vorbei“), ein Gedanke, den George Harrison bereits in dem Song If I Needed Someone geäußert hat und vier Jahre später in dem Song All Things Must Pass modifizierend aufgreift. Der sich anschließende Vers “you don’t get time to hang a sign on me” („du hast keine Zeit mir ein Schild anzuhängen“) bezieht sich auf Schul-Szenen: “ […] pompous people, like teachers or school swots, have signs hung on their backs which read ‘Kick Me.’ Hee hee.” („ […] aufgeblasene Leute, wie Lehrer oder Streber, haben Schilder an ihren Rücken gehängt bekommen mit der Aufschrift ‚Tritt mich.‘ Hi hi.“)
„Der Text von George orientiert sich an buddhistischen Grundsätzen und lädt zur Weisheit ein.“ Aber auch Gedanken der antiken Schule der Epikureer finden Widerhall in Love You To: “Love me while you can before I’m a dead old man” („Liebe mich, solange du kannst, bevor ich ein toter alter Mann bin“) Hier begegnet die Vorstellung vom carpe diem.
Der Refrain “Make love all day long / make love singing songs” ist doppeldeutig: “ […] it can either mean making love while singing or that singing is making love.” („ […] er kann entweder bedeuten Lieben, während man singt, oder Singen ist Lieben.“).
Die letzte Strophe beinhaltet folgenden Gedanken: “There’s people standing ’round who’ll screw you in the ground they’ll fill you in with all their sins” („Es stehen Leute herum, die dich in den Boden schrauben, sie werden dich mit all ihren Sünden ausfüllen“). Am Schluss heißt es: „I'll make love to you if you want me to“ („Ich werde dich lieben, wenn du willst“). Inglis sieht darin in einer Welt materieller Unzufriedenheit und moralischer Disharmonie den Trost sexuellen Vergnügens.
„Der Text (teils philosophisch angehaucht, teils Liebeslied für seine Frau Patti) entwickelt den Skeptizismus von Think for Yourself weiter.“

## Besetzung
Besetzungsliste:
- George Harrison: Lead-Gesang (multi-tracked), Gitarren (Gibson J-160 E), Akustikgitarre, Sitar[25]
- Paul McCartney: Hintergrundgesang, Tambura[26]
- Ringo Starr: Tamburin
- Anil Bhagwat: Tabla
- andere ungenannte indische Musiker: Sitar, Tambura[27]

## Aufnahme
Das Stück wurde am 11. und 13. April 1966 unter dem Arbeitstitel Granny Smith in den Abbey Road Studios 2 und 3 aufgenommen. Produzent war George Martin, Geoff Emerick war der Toningenieur der Aufnahmen.
Die Monoabmischung erfolgte am 13. April und die Stereoabmischung am 21. Juni 1966. Die Monoversion von Love You To hat ein längeres Ende des Liedes im Vergleich zur Stereoversion.

## Veröffentlichungen
- Veröffentlicht wurde Love You To am Freitag, 5. August 1966 in Großbritannien auf dem Album Revolver auf dem Label Parlophone.[31] In Deutschland erschien die LP nach Angabe mehrerer Quellen am Donnerstag, 28. Juli 1966 auf dem Hörzu-Label.[32] In den USA wurde Love You To auf dem dortigen 13. Album Revolver (US-Version) am 5. August 1966 veröffentlicht.
- Am 13. September 1999 erschien das von Peter Cobbin und seinen Assistenten Paul Hicks und Mirek Stiles neu abgemischte Soundtrackalbum Yellow Submarine Songtrack. Es wurden für den wiederveröffentlichten Film Yellow Submarine darüber hinaus 5.1-Abmischungen angefertigt.
- Am 28. Oktober 2022 erschien die Jubiläumsausgabe des von Giles Martin und Sam Okell neuabgemischten Albums Revolver (Super Deluxe Box), auf dieser befinden sich, neben der Monoversion, die bisher unveröffentlichten Versionen (Take 1), (Unnumbered Rehearsal) und (Take 7).

## Kritiken
„Damit erweist sich Love Your [!] To ebenso wie Within You Without You als von der Struktur her europäisches Stück mit indischem Kolorit. Doch im Gegensatz zu Love You To kann man bei Within You Without You, neben der vermehrten Anwendung von Merkmalen indischer Musik auch inhaltliche Beziehungen zwischen Text und musikalischer Sprache feststellen.“

“George's obvious infatuation with Eastern values and sounds makes Love You To a fresh invention.”

„Georges offensichtliche Vernarrtheit in östliche Werte und Klänge macht Love You To zu einer frischen Erfindung.“

“[…] the lyrics of Love You To – while they preach against Western greed – express the same bitterness that characterizes Don't Bother Me and Think For Yourself.”

„[…] der Text von Love You To – indem er gegen westliche Gier predigt – drückt dieselbe Bitterkeit aus, die Don't Bother Me und Think For Yourself charakterisiert.“

“[…] probably the first song in Western pop to be written in emulation of the North Indian music rather than as a parody.”

„[…] wahrscheinlich der erste Song in westlicher Popmusik, geschrieben eher in Nachahmung der Nordindischen Musik als in einer Parodie.“

„Vielmehr kann Love You To als der erste musikalische Ausdruck transkultureller Suchbewegungen George Harrisons gelten.“

„Den Text über das Carpe-Diem-Motiv serviert Harrison ebenfalls in einem Mischstil aus indischem und Rock-Gesang […]“